# Meconopsis superba
Meconopsis superba là một loài thực vật có hoa trong họ Anh túc. Loài này được King ex Prain mô tả khoa học đầu tiên năm 1896.